# Рихард-Штраус-Штрассе (станция метро)
«Рихард-Штраус-Штрассе» (нем. Richard-Strauss-Straße) — станция Мюнхенского метрополитена, расположенная на линии  между станциями «Бёмервальдплац» и «Арабеллапарк». Станция находится в районе Богенхаузен.

## История
Открыта 27 октября 1988 года в составе участка «Макс-Вебер-Плац» — «Арабеллапарк». Станция названа в честь Рихарда Штрауса.

## Архитектура и оформление
Станция мелкого заложения с двумя боковыми платформами, запланированная архитектором Эрхардом Фишером (нем. Erhard Fischer) и оформлена архитекторами Манфред Майерле (нем. Manfred Mayerle) и Андреас Зобек (нем. Andreas Sobeck). Стены и пол выложены высококачественным гранитном различных сортов, между ними имеются тонкие ленты из стали. В северной части между путями расположен ряд стальных колонн. Имеет два выхода по обоим концам платформы. В северном торце западной платформы расположен лифт идущий в вестибюль. Второй лифт расположен в центральной части восточной платформы, которой ведёт непосредственно на улицу с остановкой в вестибюле.

## Таблица времени прохождения первого и последнего поезда через станцию

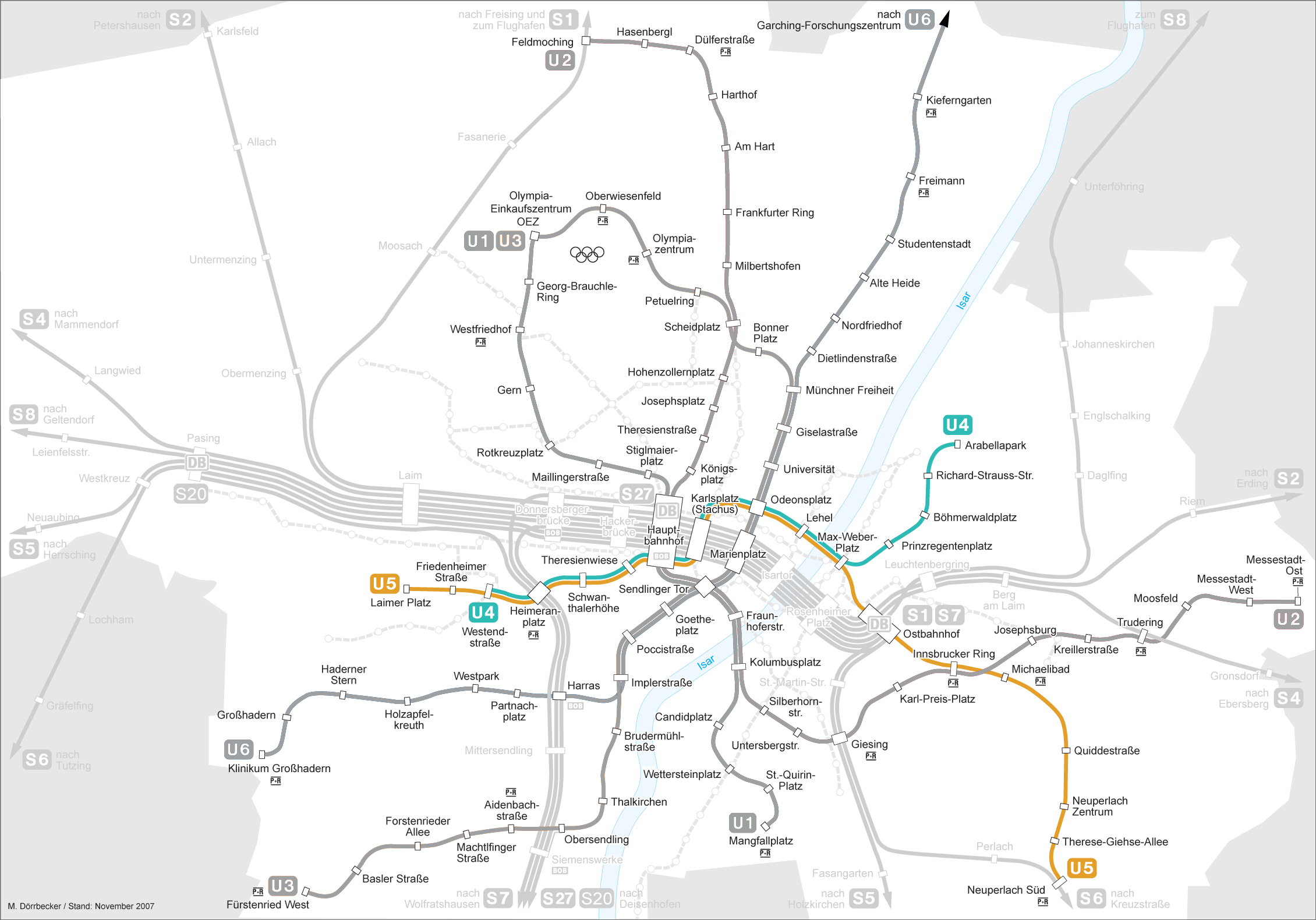
Сеть линий и мюнхенского метро

|                                    | Воскресенье — Четверг (ч:мм) | Пятница — Суббота (ч:мм) |
|                                    | первый                       |                          |
| последний                          |                              |                          |
| В сторону станции «Бёмервальдплац» | 4:20                         | 4:20                     |
| В сторону станции «Бёмервальдплац» | 1:03                         | 2:03                     |
| В сторону станции «Арабеллапарк»   | 4:46                         | 4:46                     |
| В сторону станции «Арабеллапарк»   | 1:28                         | 2:28                     |

## Пересадки
Проходят автобусы следующих линий: 144, 187 и 188.
| Предыдущая станция | Расстояние | Линия | Расстояние | Следующая станция |
| ------------------ | ---------- | ----- | ---------- | ----------------- |
| Бёмервальдплац     | 552 м      |       | 756 м      | Арабеллапарк      |